# Abère
Pour les articles homonymes, voir Abère.
Abère  est une commune française, située dans le département des Pyrénées-Atlantiques en région Nouvelle-Aquitaine.

## Géographie

### Localisation
La commune d'Abère se trouve dans le département des Pyrénées-Atlantiques, en région Nouvelle-Aquitaine.
Elle se situe à 23 km par la route de Pau, préfecture du département, et à 11 km de Morlaàs, bureau centralisateur du canton du Pays de Morlaàs et du Montanérès dont dépend la commune depuis 2015.
La commune fait en outre partie du bassin de vie de Pau.
Les communes les plus proches sont : 
Saint-Laurent-Bretagne (2,0 km), Gerderest (2,3 km), Anoye (3,1 km), Monassut-Audiracq (3,7 km), Lespourcy (3,8 km), Baleix (3,9 km), Gabaston (4,2 km), Maspie-Lalonquère-Juillacq (4,3 km).

### Paysages et relief

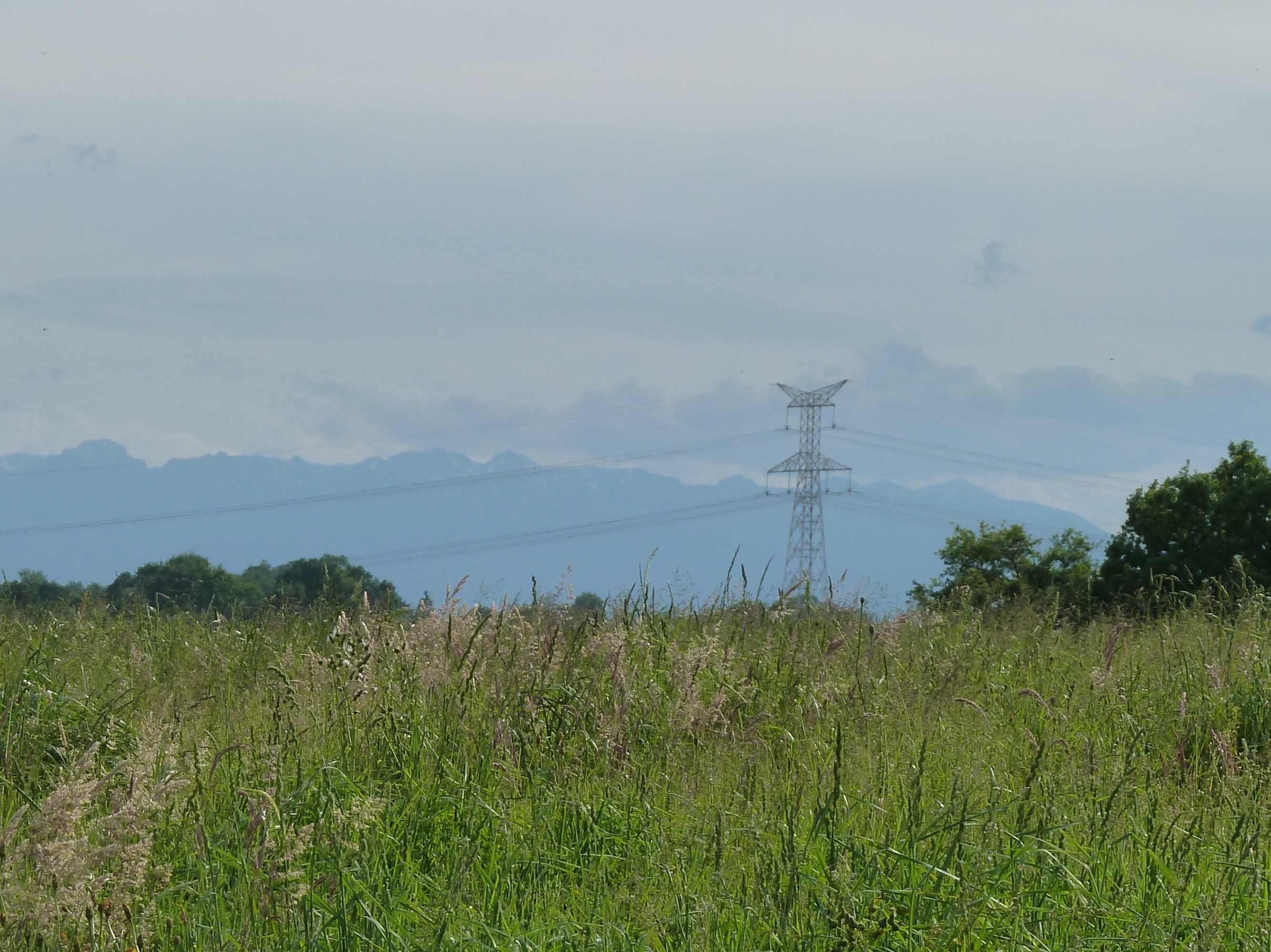
Les Pyrénées depuis Abère.

### Communes limitrophes
Les communes limitrophes sont  Anoye, Baleix, Gerderest, Lespourcy, Monassut-Audiracq et Saint-Laurent-Bretagne.

### Hydrographie

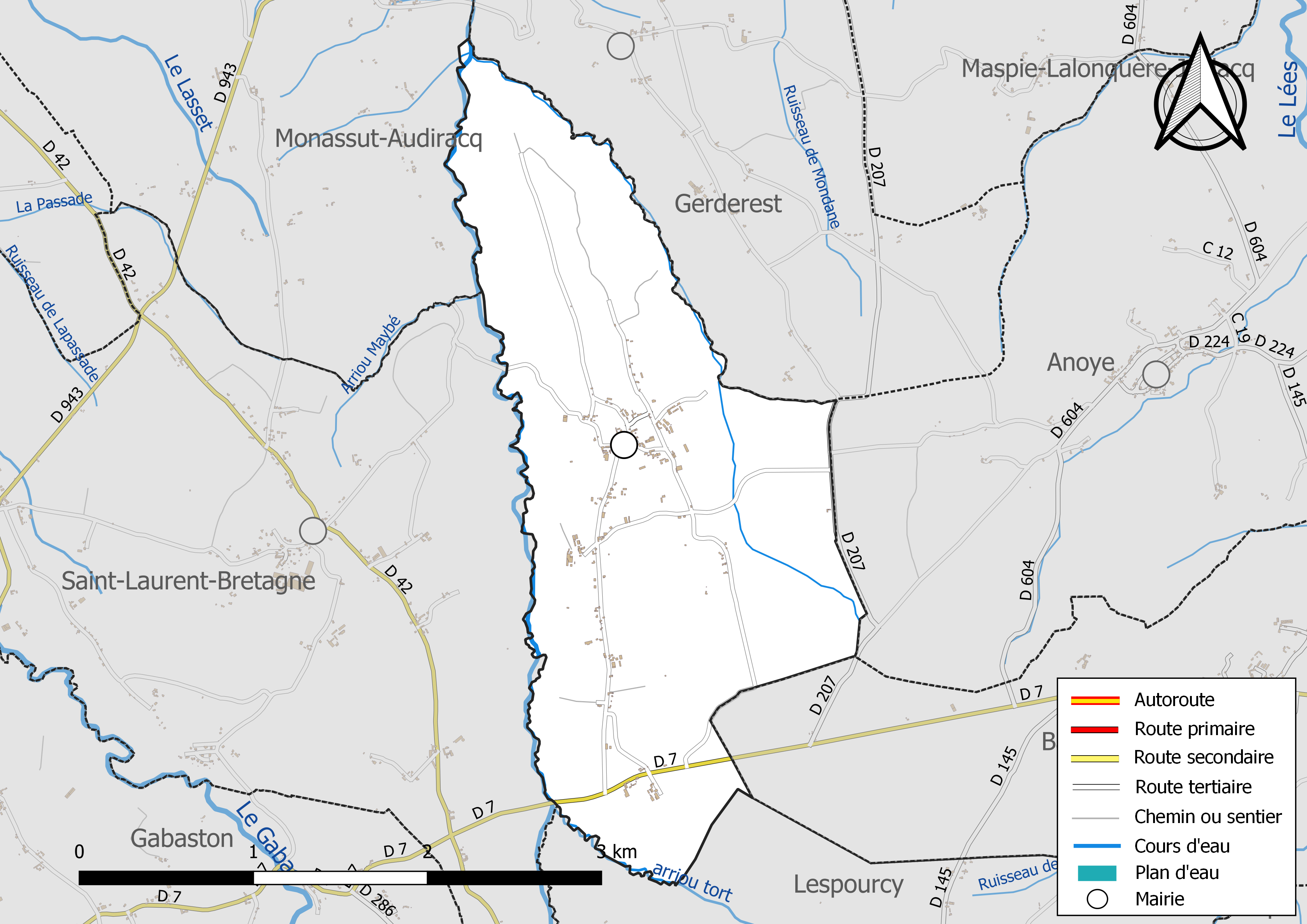
Réseaux hydrographique et routier d'Abère.

La commune est drainée par le Léès, l'Arriutort et par divers petits cours d'eau, constituant un réseau hydrographique de 6,03 km de longueur totale.
Le Léès, d'une longueur totale de 39 km, prend sa source dans la commune de Sedzère et s'écoule du sud vers le nord. Il longe le territoire communal et en constitue la limite séparative avec Saint-Laurent-Bretagne et Monassut-Audiracq, puis se jette dans le Léez à Lannux, après avoir traversé 21 communes.

### Climat
Pour des articles plus généraux, voir Climat de la Nouvelle-Aquitaine et Climat des Pyrénées-Atlantiques.
Historiquement, la commune est exposée à un climat montagnard.  
En 2020, Météo-France publie une typologie des climats de la France métropolitaine dans laquelle la commune est exposée à un climat de montagne et est dans la région climatique Pyrénées atlantiques, caractérisée par une pluviométrie élevée (>1 200 mm/an) en toutes saisons, des hiver très doux (7,5 °C en plaine) et des vents faibles.
Pour la période 1971-2000, la température annuelle moyenne est de 13 °C, avec une amplitude thermique annuelle de 14,5 °C. Le cumul annuel moyen de précipitations est de 1 169 mm, avec 11,2 jours de précipitations en janvier et 8,7 jours en juillet. Pour la période 1991-2020, la température moyenne annuelle observée sur la station météorologique la plus proche, située sur la commune de Ger à 18 km à vol d'oiseau, est de 12,4 °C et le cumul annuel moyen de précipitations est de 1 344,5 mm,. Pour l'avenir, les paramètres climatiques de la commune estimés pour 2050 selon différents scénarios d'émission de gaz à effet de serre sont consultables sur un site dédié publié par Météo-France en novembre 2022.

### Milieux naturels et biodiversité
Aucun espace naturel présentant un intérêt patrimonial n'est recensé sur la commune dans l'inventaire national du patrimoine naturel,,.

## Urbanisme

### Typologie
Au 1er janvier 2024, Abère est catégorisée commune rurale à habitat très dispersé, selon la nouvelle grille communale de densité à sept niveaux définie par l'Insee en 2022.
Elle est située hors unité urbaine. Par ailleurs la commune fait partie de l'aire d'attraction de Pau, dont elle est une commune de la couronne,. Cette aire, qui regroupe 227 communes, est catégorisée dans les aires de 200 000 à moins de 700 000 habitants,.

### Occupation des sols

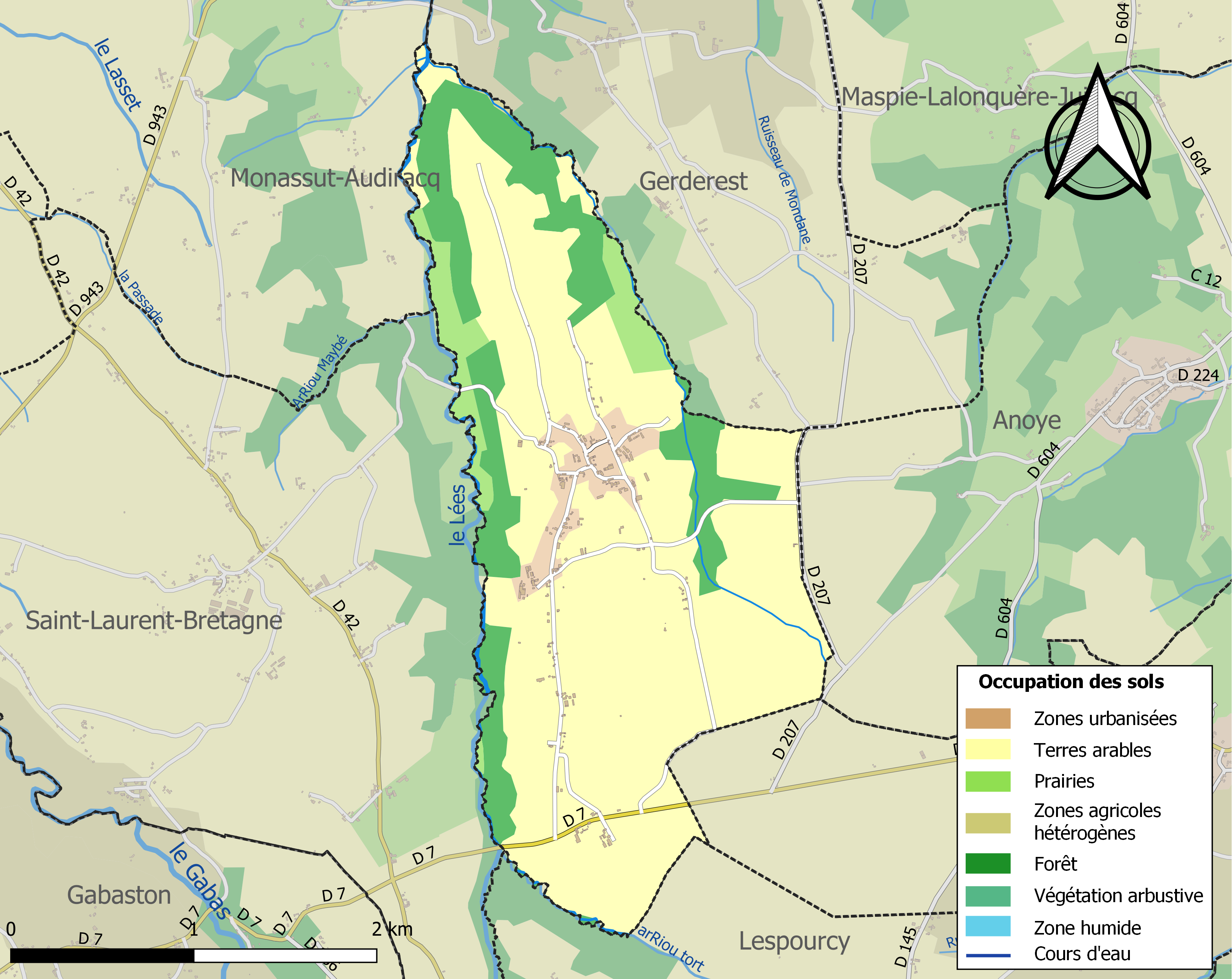
Carte des infrastructures et de l'occupation des sols de la commune en 2018 (CLC).

L'occupation des sols de la commune, telle qu'elle ressort de la base de données européenne d’occupation biophysique des sols Corine Land Cover (CLC), est marquée par l'importance des territoires agricoles (77,5 % en 2018), une proportion sensiblement équivalente à celle de 1990 (77,4 %). La répartition détaillée en 2018 est la suivante : 
terres arables (72,3 %), forêts (17,8 %), prairies (5,1 %), zones urbanisées (4,7 %), zones agricoles hétérogènes (0,2 %). L'évolution de l’occupation des sols de la commune et de ses infrastructures peut être observée sur les différentes représentations cartographiques du territoire : la carte de Cassini (XVIIIe siècle), la carte d'état-major (1820-1866) et les cartes ou photos aériennes de l'IGN pour la période actuelle (1950 à aujourd'hui).

### Lieux-dits et hameaux
- Bartot[21]
- Berducq[21]
- Bordenave[21]
- Briscoulet[21]
- Courdé[21]
- Crouquet[21]
- Hourcade[21]
- Labat[21]
- Larré[21]
- Piarrette[21]
- Salabert[21]
- la Teulère[22],[21]

### Risques majeurs
Le territoire de la commune d'Abère est vulnérable à différents aléas naturels : météorologiques (tempête, orage, neige, grand froid, canicule ou sécheresse), inondations et séisme (sismicité modérée). Un site publié par le BRGM permet d'évaluer simplement et rapidement les risques d'un bien localisé soit par son adresse soit par le numéro de sa parcelle.
Certaines parties du territoire communal sont susceptibles d’être affectées par le risque d’inondation par une crue à  débordement lent de cours d'eau, notamment le Léès. La commune a été reconnue en état de catastrophe naturelle au titre des dommages causés par les inondations et coulées de boue survenues en 1982, 2007, 2009 et 2018,.

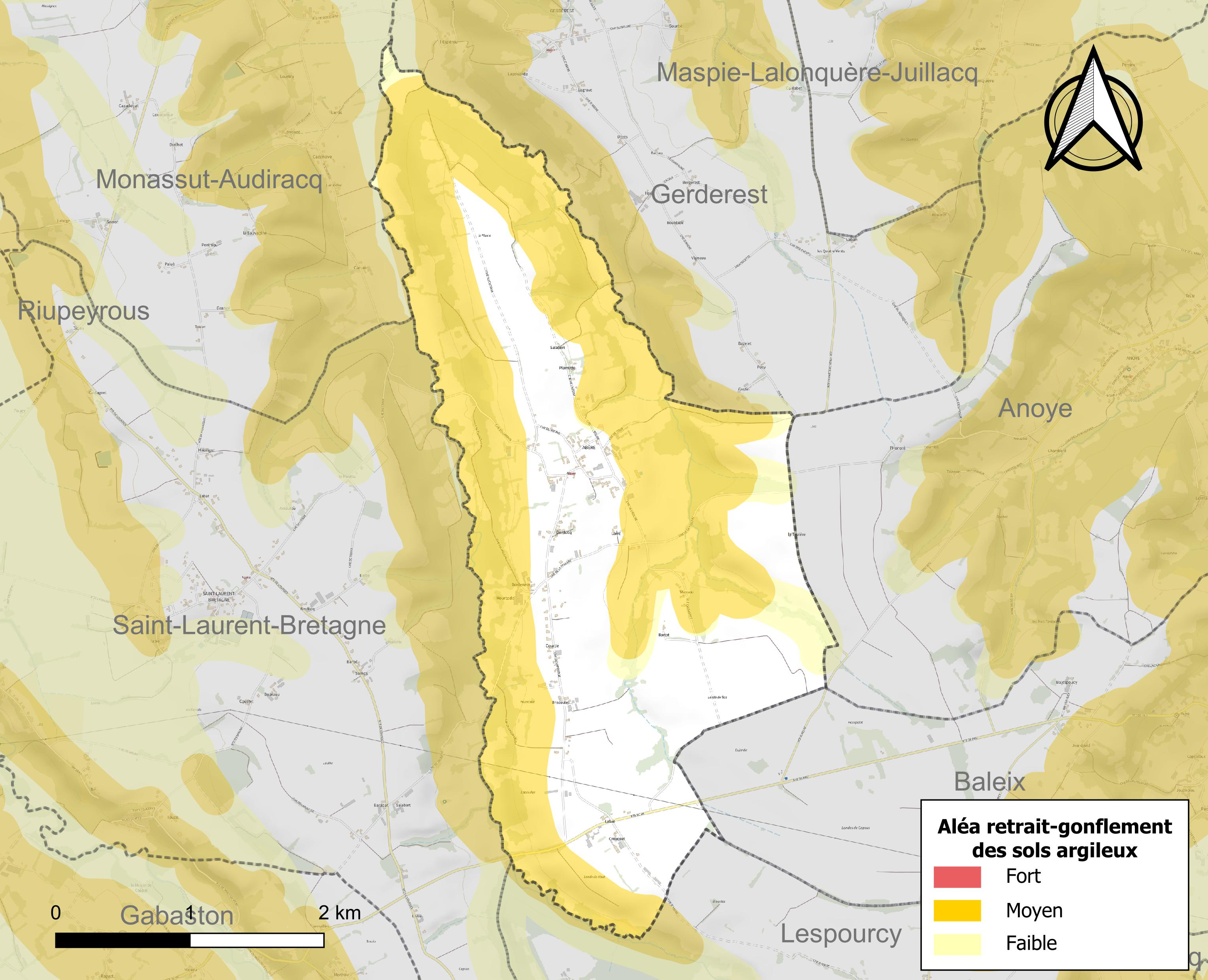
Carte des zones d'aléa retrait-gonflement des sols argileux d'Abère.

Le retrait-gonflement des sols argileux est susceptible d'engendrer des dommages importants aux bâtiments en cas d’alternance de périodes de sécheresse et de pluie. 56 % de la superficie communale est en aléa moyen ou fort (59 % au niveau départemental et 48,5 % au niveau national). Depuis le 1er octobre 2020, en application de la loi ELAN, différentes contraintes s'imposent aux vendeurs, maîtres d'ouvrages ou constructeurs de biens situés dans une zone classée en aléa moyen ou fort,.

## Toponymie
Le toponyme Abère est mentionné au Xe siècle (d'après Pierre de Marca), et apparaît sous les formes 
Oere et Bere (1385 pour ces deux formes, censier de Béarn), 
Vere et Avere (1385 pour ces deux formes, recensement de Morlaàs, mais s'agit-il de la même localité ?), 
Oeyre (1487, registre des Établissements de Béarn) et 
Abere (XVIIIe siècle, carte de Cassini, 1793, 1801 Bulletin des lois).
Michel Grosclaude propose une étymologie latine abellana ou abella, dérivée en abera en béarnais (d’après Brigitte Jobbé-Duval) qui signifie « noisette » et par extension « la coudraie ».
Son nom béarnais est Avera ou Abére.

## Histoire
À la fin du Xe siècle, l’évêque de Lescar obtint les droits sur le village réclamés alors le seigneur de Miossens qui les lui abandonna contre 100 mesures de froment et de vin. Paul Raymond note qu'en 1385, Abère comptait huit feux et dépendait du bailliage de Pau. La seigneurie appartenait en 1538 à Bernard seigneur d'Abère, en 1566 à Johanot de Cauna tué en 1569 devant Navarrenx et dont les biens furent saisis en 1570 ; en 1612 à Jean de Laplace, en 1615 à Thimothée de Béarn. Reste dans cette famille, pour laquelle elle est érigée en baronnie, vassale de la vicomté de Béarn, en 1672, puis passe par mariage après 1695 dans celle de Bordenave jusqu'au XIXe siècle. La commune faisait partie de l'archidiaconé de Vic-Bilh, qui dépendait de l'évêché de Lescar et dont Lembeye était le chef-lieu.
Son abbaye laïque, l'ostau de Bosom d'Abadie, est citée en 1385.

## Politique et administration

### Liste des maires
| Période | Période  | Identité              | Étiquette | Qualité                  |
| ------- | -------- | --------------------- | --------- | ------------------------ |
| 1995    | 2008     | Jean-Pierre Lortet    |           |                          |
| 2008    | 2014     | Claude Conte-Hourticq |           |                          |
| 2014    | En cours | Myriam Cuillet        | SE        | Agricultrice exploitante |

### Intercommunalité
Abère fait partie de trois structures intercommunales :
- la communauté de communes du Nord-Est Béarn ;
- le syndicat d'énergie des Pyrénées-Atlantiques ;
- le syndicat intercommunal d’alimentation en eau potable Luy-Gabas-Léès.

### Tendances politiques et résultats
Lors des élections européennes de 2019, Abère possède un taux de participation supérieur à la moyenne (68,10 % contre 50,12 % au niveau national). La liste de La République en Marche arrive en tête avec 26,39 % des suffrages, contre 22,41 % au niveau national. La liste du Rassemblement national obtient 20,83 % des voix, contre 23,31 % au niveau national. La liste              des Républicains obtient 9,72 % des votes, contre 8,48 % au niveau national. Les listes du Parti Socialiste et de Debout la France arrivent ex æquo avec 8,33 % des suffrages, contre respectivement 6,13 % et 3,51 % des voix au niveau national. Les listes du Parti Animaliste et d’Europe-Écologie-les Verts obtiennent 5,56 % des votes, contre respectivement 2,16 % et 13,48 % au niveau national. Les autres listes obtiennent des scores inférieurs à 5 %.
Le résultat de l'élection présidentielle de 2012 dans cette commune est le suivant :
| Candidat       | Candidat                    | Premier tour | Premier tour | Second tour | Second tour |
| Candidat       | Candidat                    | Voix         | %            | Voix        | %           |
| -------------- | --------------------------- | ------------ | ------------ | ----------- | ----------- |
|                | Eva Joly (EÉLV)             | 2            | 1,92         |             |             |
|                | Marine Le Pen (FN)          | 22           | 21,15        |             |             |
|                | Nicolas Sarkozy (UMP)       | 24           | 23,08        | 57          | 59,38       |
|                | Jean-Luc Mélenchon (FG)     | 8            | 7,69         |             |             |
|                | Philippe Poutou (NPA)       | 0            | 0,00         |             |             |
|                | Nathalie Arthaud (LO)       | 0            | 0,00         |             |             |
|                | Jacques Cheminade (SP)      | 0            | 0,00         |             |             |
|                | François Bayrou (MoDem)     | 35           | 33,65        |             |             |
|                | Nicolas Dupont-Aignan (DLR) | 0            | 0,00         |             |             |
|                | François Hollande (PS)      | 13           | 12,50        | 39          | 40,63       |
|                |                             |              |              |             |             |
| Inscrits       | Inscrits                    | 121          | 100,00       | 121         | 100,00      |
| Abstentions    | Abstentions                 | 15           | 12,40        | 17          | 14,05       |
| Votants        | Votants                     | 106          | 87,60        | 104         | 85,95       |
| Blancs et nuls | Blancs et nuls              | 2            | 1,89         | 8           | 7,69        |
| Exprimés       | Exprimés                    | 104          | 98,11        | 96          | 92,31       |

Le résultat de l'élection présidentielle de 2017 dans cette commune est le suivant :
| Candidat    | Candidat                    | Premier tour | Premier tour | Deuxième tour | Deuxième tour |  |
| Candidat    | Candidat                    | %            | Voix         | %             | Voix          |  |
| ----------- | --------------------------- | ------------ | ------------ | ------------- | ------------- |  |
|             | Nicolas Dupont-Aignan (DLF) | 6,06         | 6            |               |               |  |
|             | Marine Le Pen (FN)          | 18,18        | 18           | 32,98         | 31            |  |
|             | Emmanuel Macron (EM)        | 27,27        | 27           | 67,02         | 63            |  |
|             | Benoît Hamon (PS)           | 2,02         | 2            |               |               |  |
|             | Nathalie Arthaud (LO)       | 0,00         | 0            |               |               |  |
|             | Philippe Poutou (NPA)       | 1,01         | 1            |               |               |  |
|             | Jacques Cheminade (SP)      | 0,00         | 0            |               |               |  |
|             | Jean Lassalle (RES)         | 15,15        | 15           |               |               |  |
|             | Jean-Luc Mélenchon (LFI)    | 12,12        | 12           |               |               |  |
|             | François Asselineau (UPR)   | 1,01         | 1            |               |               |  |
|             | François Fillon (LR)        | 17,17        | 17           |               |               |  |
|             |                             |              |              |               |               |  |
| Inscrits    | Inscrits                    | 122          | 100,00       | 122           | 100,00        |  |
| Abstentions | Abstentions                 | 19           | 15,57        | 19            | 15,57         |  |
| Votants     | Votants                     | 103          | 84,43        | 103           | 84,43         |  |
| Blancs      | Blancs                      | 4            | 3,88         | 5             | 4,85          |  |
| Nuls        | Nuls                        | 0            | 0,00         | 4             | 3,88          |  |
| Exprimés    | Exprimés                    | 99           | 96,12        | 94            | 91,26         |  |

## Population et société

### Démographie
L'évolution du nombre d'habitants est connue à travers les recensements de la population effectués dans la commune depuis 1793. Pour les communes de moins de 10 000 habitants, une enquête de recensement portant sur toute la population est réalisée tous les cinq ans, les populations de référence des années intermédiaires étant quant à elles estimées par interpolation ou extrapolation. Pour la commune, le premier recensement exhaustif entrant dans le cadre du nouveau dispositif a été réalisé en 2006.

En 2022, la commune comptait 159 habitants, en évolution de −0,62 % par rapport à 2016 (Pyrénées-Atlantiques : +3,78 %, France hors Mayotte : +2,11 %).
| 1793 | 1800 | 1806 | 1821 | 1831 | 1836 | 1841 | 1846 | 1851 |
| ---- | ---- | ---- | ---- | ---- | ---- | ---- | ---- | ---- |
| 296  | 199  | 256  | 194  | 170  | 259  | 285  | 272  | 291  |

| 1856 | 1861 | 1866 | 1872 | 1876 | 1881 | 1886 | 1891 | 1896 |
| ---- | ---- | ---- | ---- | ---- | ---- | ---- | ---- | ---- |
| 261  | 264  | 257  | 230  | 247  | 238  | 225  | 226  | 201  |

| 1901 | 1906 | 1911 | 1921 | 1926 | 1931 | 1936 | 1946 | 1954 |
| ---- | ---- | ---- | ---- | ---- | ---- | ---- | ---- | ---- |
| 212  | 196  | 200  | 180  | 160  | 154  | 165  | 154  | 149  |

| 1962 | 1968 | 1975 | 1982 | 1990 | 1999 | 2006 | 2011 | 2016 |
| ---- | ---- | ---- | ---- | ---- | ---- | ---- | ---- | ---- |
| 150  | 140  | 133  | 132  | 123  | 133  | 144  | 148  | 160  |

| 2021 | 2022 | - | - | - | - | - | - | - |
| ---- | ---- | - | - | - | - | - | - | - |
| 162  | 159  | - | - | - | - | - | - | - |

Abère fait partie de l'aire d'attraction de Pau.

## Culture locale et patrimoine

### Lieux et monuments

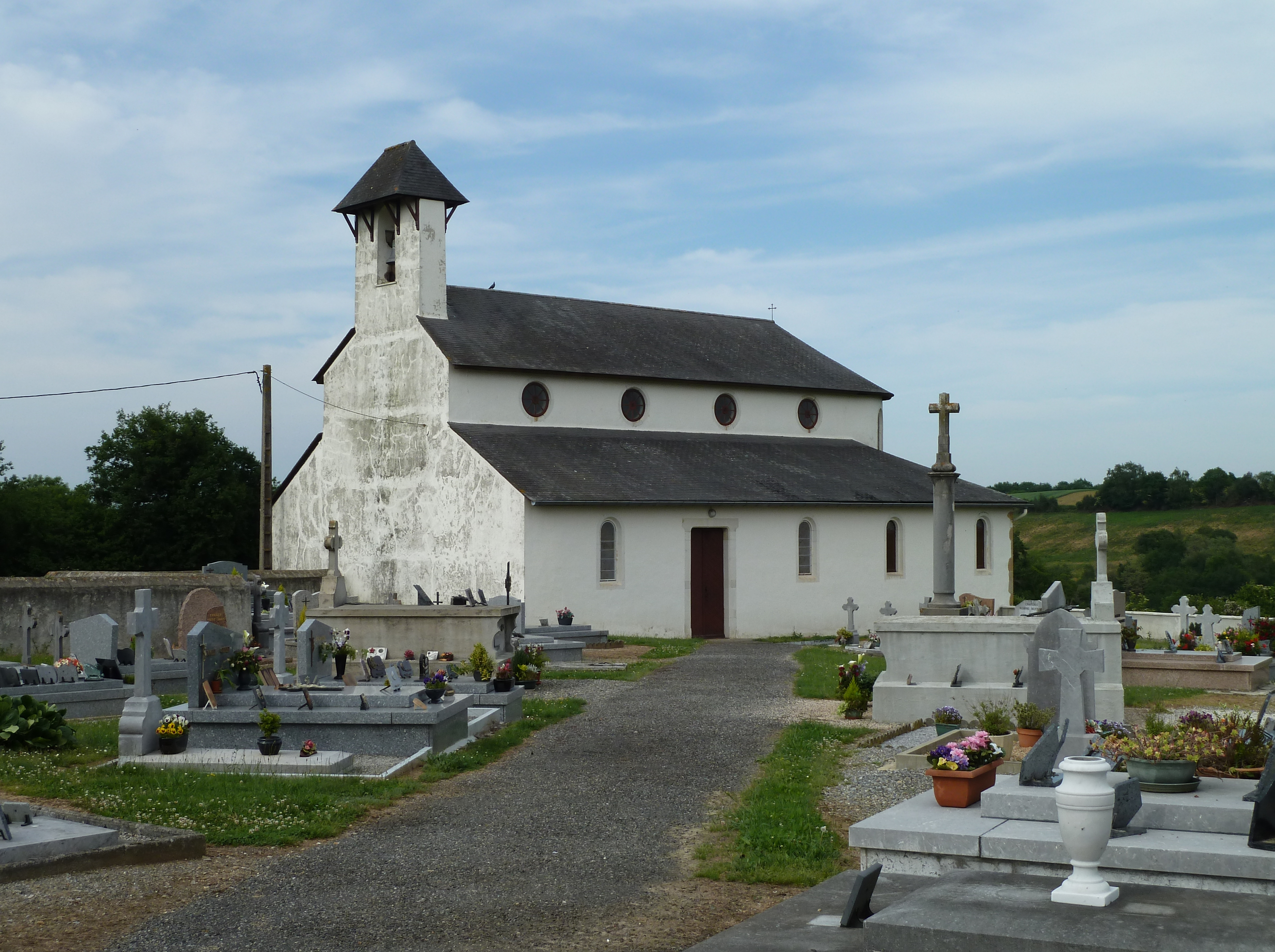
L'église Saint-Jean-Baptiste.

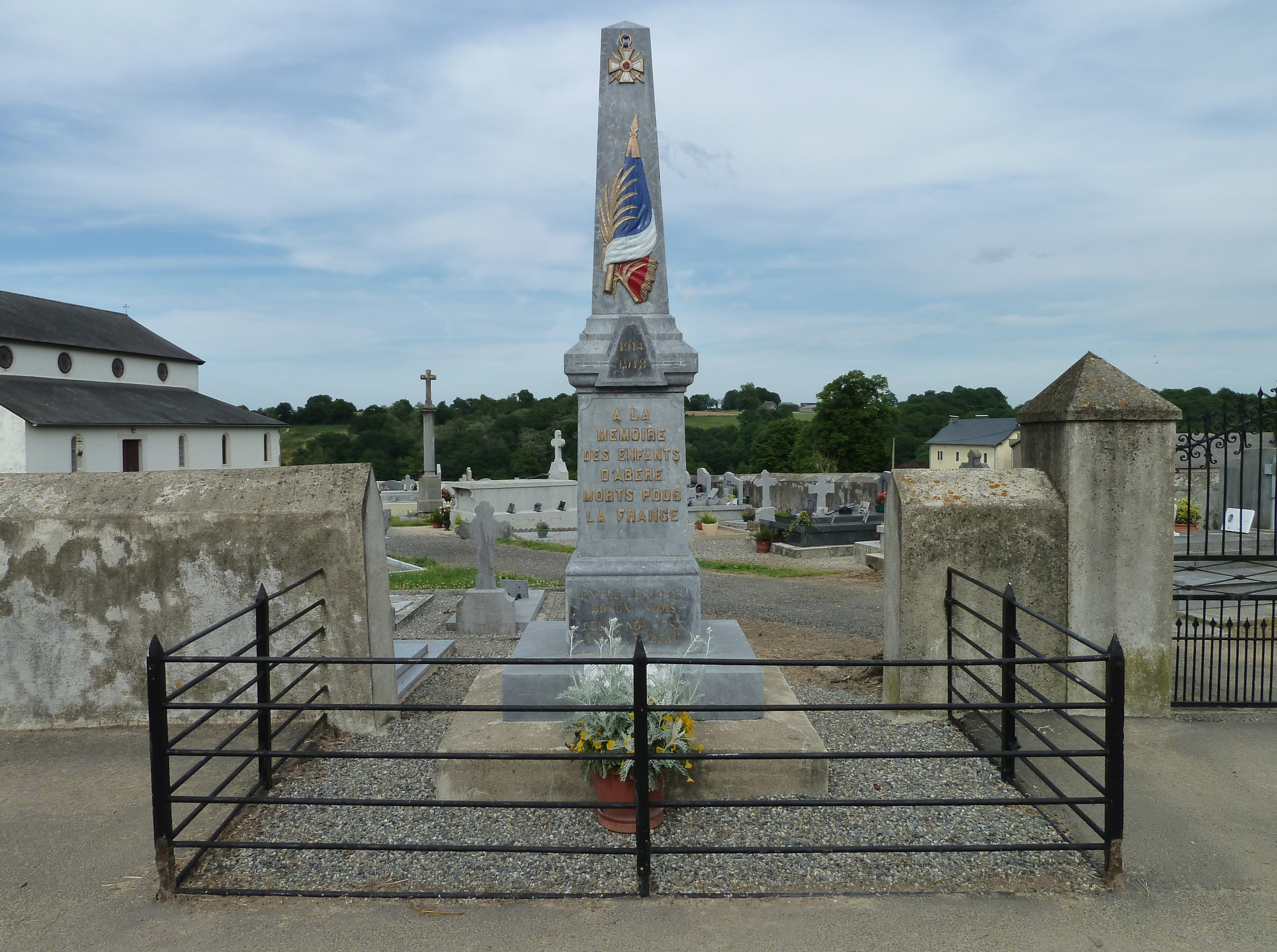
Le monument aux morts.

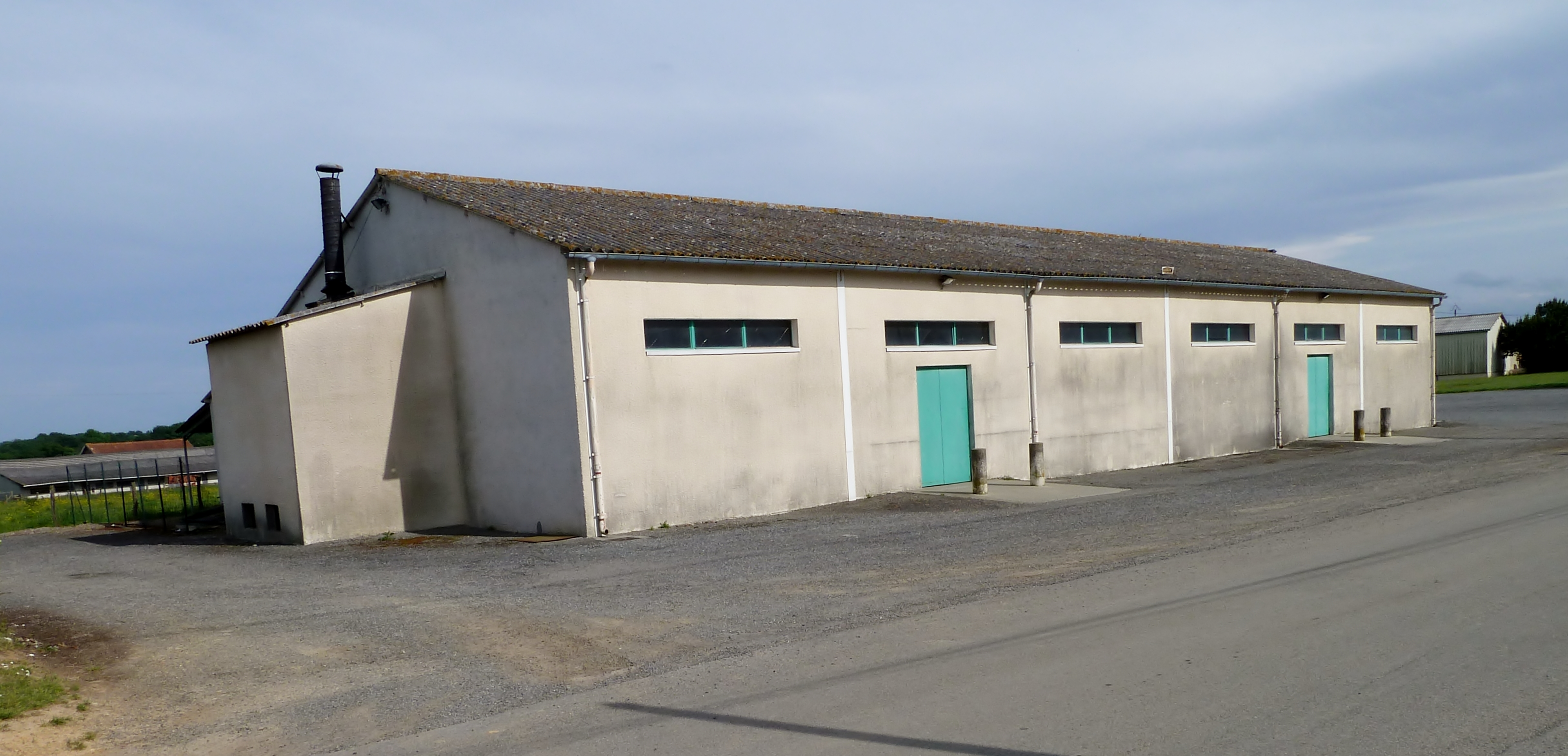
La salle polyvalente d'Abère.

#### Patrimoine civil
Un château se trouve au lieu-dit Bordenave, son éloignement de l'église laisse penser qu'il s'agit du château seigneurial et non de l'abbaye laïque. Les maçonneries du corps de bâtiment principal doivent remonter au XVIe siècle. Le château de Bordenave d'Abère a été très fortement remanié dans la première moitié du XVIIIe siècle.
Abère présente un ensemble de demeures et de fermes du XIXe siècle.
Au lieu-dit la Teulère se trouve une tuilerie déjà mentionnée au XVIIe siècle et reportée sur la carte de Cassini.
Le presbytère fut racheté par la mairie en 1809 puis restauré vers 1867.

#### Patrimoine religieux
L'église Saint-Jean-Baptiste d'Abère date partiellement du XIe siècle. Elle recèle du mobilier, un tableau, des statues et des objets inscrits à l'inventaire général du patrimoine culturel. Un projet de reconstruction complète de 1868 ne fut pas mené, et se transforma, pour des raisons d'économie, après 1883 en une restauration. L'édifice est référencé dans la base Mérimée et à l'Inventaire général Région Nouvelle-Aquitaine. De nombreux objets sont référencés dans la base Palissy (voir les notices liées).